# Selaginella bemarahensis
Selaginella bemarahensis là một loài dương xỉ trong họ Selaginellaceae. Loài này được Stefanov. & Rakotondr. mô tả khoa học đầu tiên năm 1996.